# Platyconchoecia
Platyconchoecia is een geslacht van kreeftachtigen uit de klasse van de Ostracoda (mosselkreeftjes).

## Soort
- Platyconchoecia prosadene (Müller, G.W., 1906)